# Мацей Маленчук
Мирослав Ма́цей Мале́нчук (пол. Mirosław Maciej Maleńczuk / Мац(ч)єй Маленьчук, нар.14 серпня 1961, Войцешув, Нижньосілезьке воєводство) — польський рок-співак, гітарист, поет і телеведучий. Колишній лідер музичних гуртів Püdelsi і Homo Twist. Вважається одним з найавангардніших і неоднозначних польських музикантів..
У липні 2015 року Мацей Маленчук спільно з українським гуртом «Гайдамаки» та російським рок-музикантом Андрієм Макаревичем записали пісню під назвою «Тільки любов залишить тебе живим» на антивоєнну тематику. Слова пісні написані трьома мовами — українською, російською та польською.

## Публікації
- Chamstwo w państwie. — Kraków : Wydawnictwo Literackie, 2003. — ISBN 8308034713. (пол.)